# Pseudeumastacops ucayali
Pseudeumastacops ucayali är en insektsart som beskrevs av Marius Descamps 1982. Pseudeumastacops ucayali ingår i släktet Pseudeumastacops och familjen Eumastacidae. Inga underarter finns listade i Catalogue of Life.